# カイル・ネルソン
カイル・ネルソン（Kyle Nelson 1986年10月3日- ）はテキサス州ウェーコ出身のアメリカンフットボール選手。ポジションはロングスナッパー。

## 経歴
高校時代はタイトエンド及びスペシャルチームでロングスナッパーを務めた。ニューメキシコ州立大学では控えタイトエンド、フルバック、ロングスナッパーを務めた。大学4年間で50試合に出場し、66回のレシーブで559ヤード、2TDをあげている。
2011年7月27日、ニューオーリンズ・セインツとドラフト外フリーエージェントで契約を結んだが、9月3日に解雇された。翌4日にプラクティススクワッドとして契約を結んだが、5日に解雇された。9月7日にカンザスシティ・チーフスとプラクティススクワッドとしての契約を結んだ。
2012年1月11日、サンフランシスコ・フォーティナイナーズと契約を結び、ブライアン・ジェニングズ、ライアン・ポントブリアンドとポジションを争ったが、8月31日、解雇された。9月25日、レギュラーのロングスナッパー、ジョン・ドレンボスが負傷したフィラデルフィア・イーグルスとプラクティススクワッドとして契約したが、ドレンボスの怪我が回復したことから、10月2日に解雇された。11月20日、マイク・ウィントが手首を負傷してシーズン絶望となり、故障者リスト入りしたサンディエゴ・チャージャーズと契約を結んだ。この年6試合でロングスナッパーとして出場した。
2013年5月、チャージャーズから解雇された。5月22日、サンフランシスコ・フォーティナイナーズと契約し、ブライアン・ジェニングスとロングスナッパーのポジションを争ったが、7月10日にウェーバーされた。7月11日、シアトル・シーホークスに加入したが、8月26日にシーホークスから解雇された。10月15日、故障者リスト入りしたニック・サンドバーグの代役としてワシントン・レッドスキンズと契約を結んだ。
2014年にサンフランシスコ・フォーティナイナーズに移籍し、2019年シーズンの第54回スーパーボウルではアクティブロースター入りを果たした。

## 人物
彼の祖父のロジャー・ネルソンは1954年のNFLドラフト14巡でワシントン・レッドスキンズから指名された。NFLではプレーせずに、CFLのエドモントン・エスキモーズで13シーズンプレーした。父親のマーク・ネルソンもCFLで9シーズンプレーしている。